# Днепропетровский проезд
Днепропетро́вский прое́зд (название с 23 декабря 1971 года) — проезд в Южном административном округе города Москвы на территории района Чертаново Центральное.

## История
Проезд получил своё название 23 декабря 1971 года по близости к Днепропетровской улице, в свою очередь названной по украинскому городу Днепропетровск.

## Расположение
Днепропетровский проезд, являясь продолжением Днепропетровской улицы, проходит от Варшавского шоссе на юго-восток, поворачивает на юго-запад и оканчивается тупиком. В 2019 году начаты работы по продлению тупиковой части Днепропетровского проезда и его соединению с Дорожной улицей.
Нумерация домов начинается от Варшавского шоссе.

## Примечательные здания и сооружения
По чётной стороне:
- д. 4а — завод «Сапфир».

## Транспорт

### Наземный транспорт
По Днепропетровскому проезду не проходят маршруты наземного общественного городского транспорта. У северо-западного конца проезда, на Варшавском шоссе, расположена остановка «Сумская улица» автобусов м95, с914.

### Метро
- Станция метро «Южная» Серпуховско-Тимирязевской линии — северо-западнее проезда, на пересечении Кировоградской улицы с Днепропетровской и Сумской улицами.

### Железнодорожный транспорт
- Платформа Покровское Курского направления Московской железной дороги — юго-восточнее проезда, между 3-м Дорожным проездом и улицей Подольских Курсантов.
- Станция Чертаново Павелецкого направления Московской железной дороги — северо-восточнее проезда, между Дорожной и Промышленной улицами.